# Scanzorosciate
Scanzorosciate [ˌskanʦoɾoˈʃ(ː)aːte] (Scans [ˈskans] in dialetto bergamasco) è un comune italiano sparso di 10 102 abitanti della provincia di Bergamo in Lombardia.
Situato sulle prime propaggini collinari delle Alpi Orobie, dista circa 6 chilometri da Bergamo.
Nato nel 1927 in seguito alla fusione dei comuni di Scanzo e Rosciate, comprende sul proprio territorio cinque frazioni, legate ognuna a una diversa parrocchie: Scanzo (parrocchia di San Pietro e Paolo); Rosciate (parrocchia di Santa Maria Assunta); Negrone (parrocchia di San Pantaleone e San Nicola); Tribulina (parrocchia di San Giovanni nei Boschi) e Gavarno Vescovado (parrocchia Santissima Trinità).

## Storia

### Le origini
Il territorio di Scanzorosciate subì numerose colonizzazioni a partire dal 400 a.C., per opera dei Celti, nell'attuale Rosciate. Tale insediamento dà origine al nome, in cui il suffisso -ate, di derivazione celtica, significa "villaggio", "insediamento". Qualora vi fosse stato un legame famigliare, il villaggio era inoltre suddiviso in clan, il cui complesso formava un "tuate"; L'iniziale Ros- significava "insieme di grappoli d'uva, mazzo d'uva". L'interpretazione del nome di Rosciate era dunque "villaggio dell'uva".
Scanzo è invece di origine romana. I Romani infatti, nel III secolo a.C. riuscirono a spodestare i Celti e a dominare tutta la penisola italiana. Nel V secolo d.C. vi fu l'invasione dei Visigoti di Alarico, che costrinsero gli abitanti di Scanzorosciate a rifugiarsi per un periodo indefinito nella rocca sul Monte Bastia. Nel VII secolo Scanzorosciate divenne un'entità autonoma. Venne successivamente creato un altro luogo di rifugio pianeggiante dagli stessi cittadini, che dovettero fuggire anche da quella cima a causa della penetrazione longobarda nella penisola avvenuta nel 568.

### Il Medioevo
Il Medioevo fu un periodo di particolare importanza per il paese, che si trovò in una posizione strategica, alle porte della città di Bergamo e lungo una delle principali direttrici viarie dell'epoca. Testimoni di questo periodo sono le fortificazioni e i castelli presenti sia a Scanzo sia a Rosciate, di cui oggi non resta molto: di grande importanza strategica fu soprattutto la fortificazione della Bastia, sul monte omonimo. Di origine medievale è anche la roggia Borgogna, fatta costruire dal condottiero Bartolomeo Colleoni nel 1473 e che solca il centro abitato, dirigendosi poi, verso le campagne della pianura orientale bergamasca.
All'affermazione del Comune, tra il X e il XII secolo, seguì la Signoria. In questo contesto, il borgo di Scanzo, si trovò per due anni assieme ai paesi limitrofi, nel mezzo dell'aspra guerra tra guelfi e ghibellini.

### Età moderna
La Repubblica di Venezia occupò il territorio dal XV al XVI secolo, periodo in cui all'agricoltura si affiancarono l'artigianato e l'esercizio delle libere professioni. In particolare, il sistema agrario vide una crescita in seguito alla grave epidemia di peste e carestia e aggiunse alla coltivazione della vite anche quella del gelso e del mais.
Nel 1659 Scanzorosciate si divise in due entità: Scanzo e Rosciate. Nei secoli successivi, tra il XVII e il XVIII secolo, i due paesi conobbero un periodo di prosperità, con le famiglie più in vista impegnate nella costruzione di fastose ville sui colli circostanti al paese. Anche Giacomo Quarenghi nel 1784 fece acquistare un edificio nel centro storico del borgo di Rosciate, predisponendo poi il progetto per la sua ristrutturazione, in parte eseguita. Il muro di cinta in borlanti di questa villa è stato parzialmente demolito nel 2010.

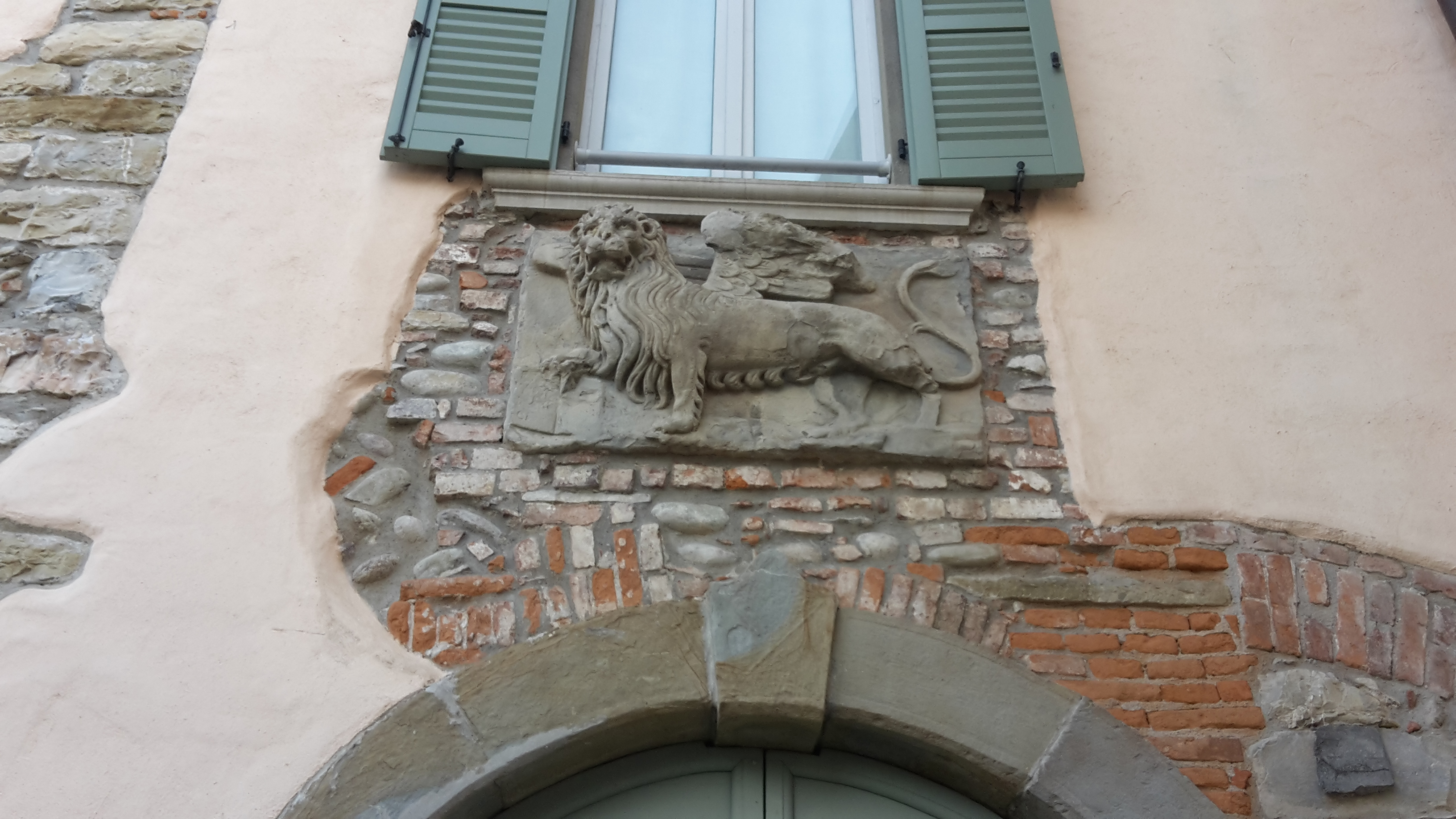
Leone di San Marco sulla facciata di villa Quarenghi a Rosciate
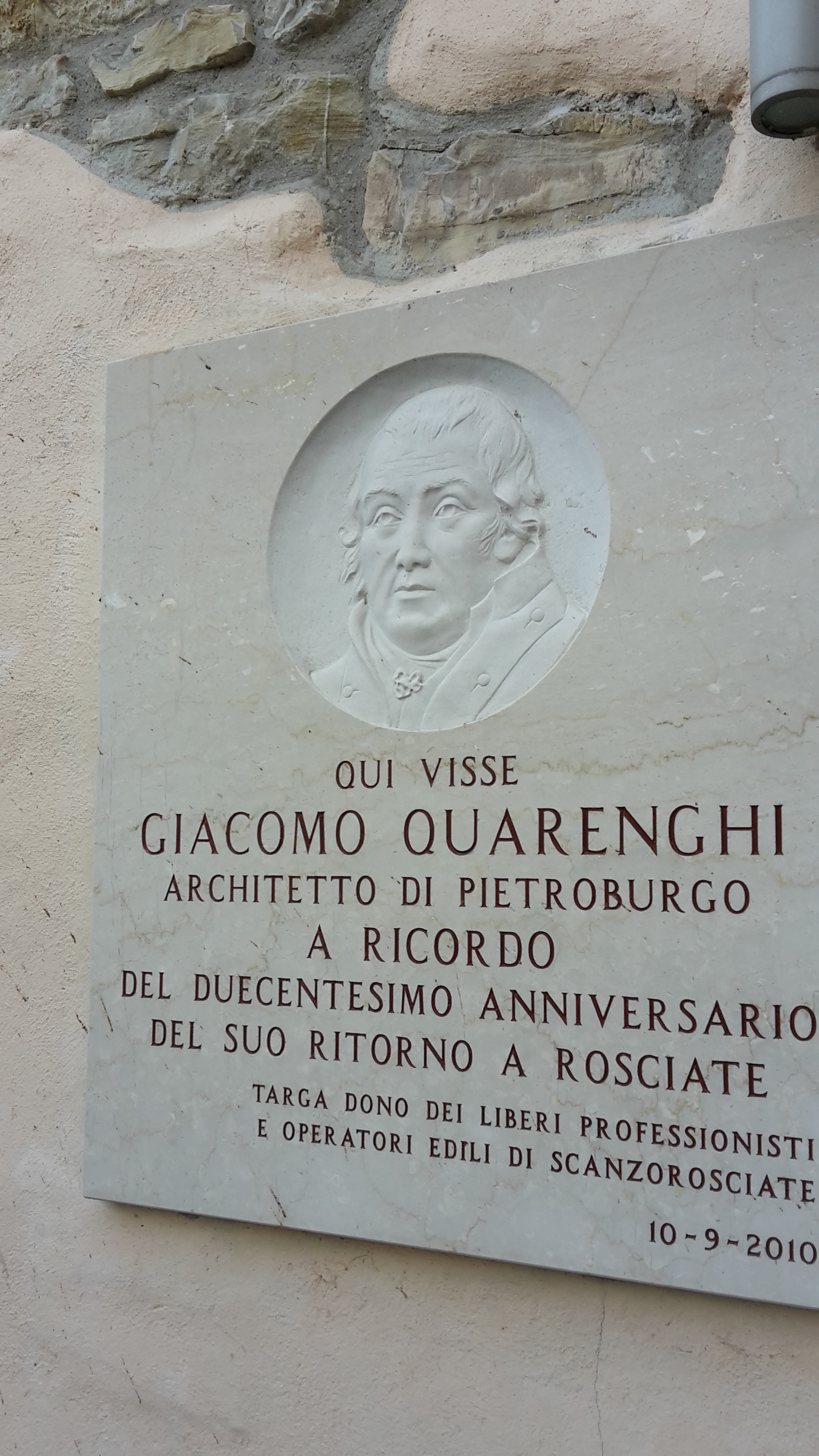
Lapide
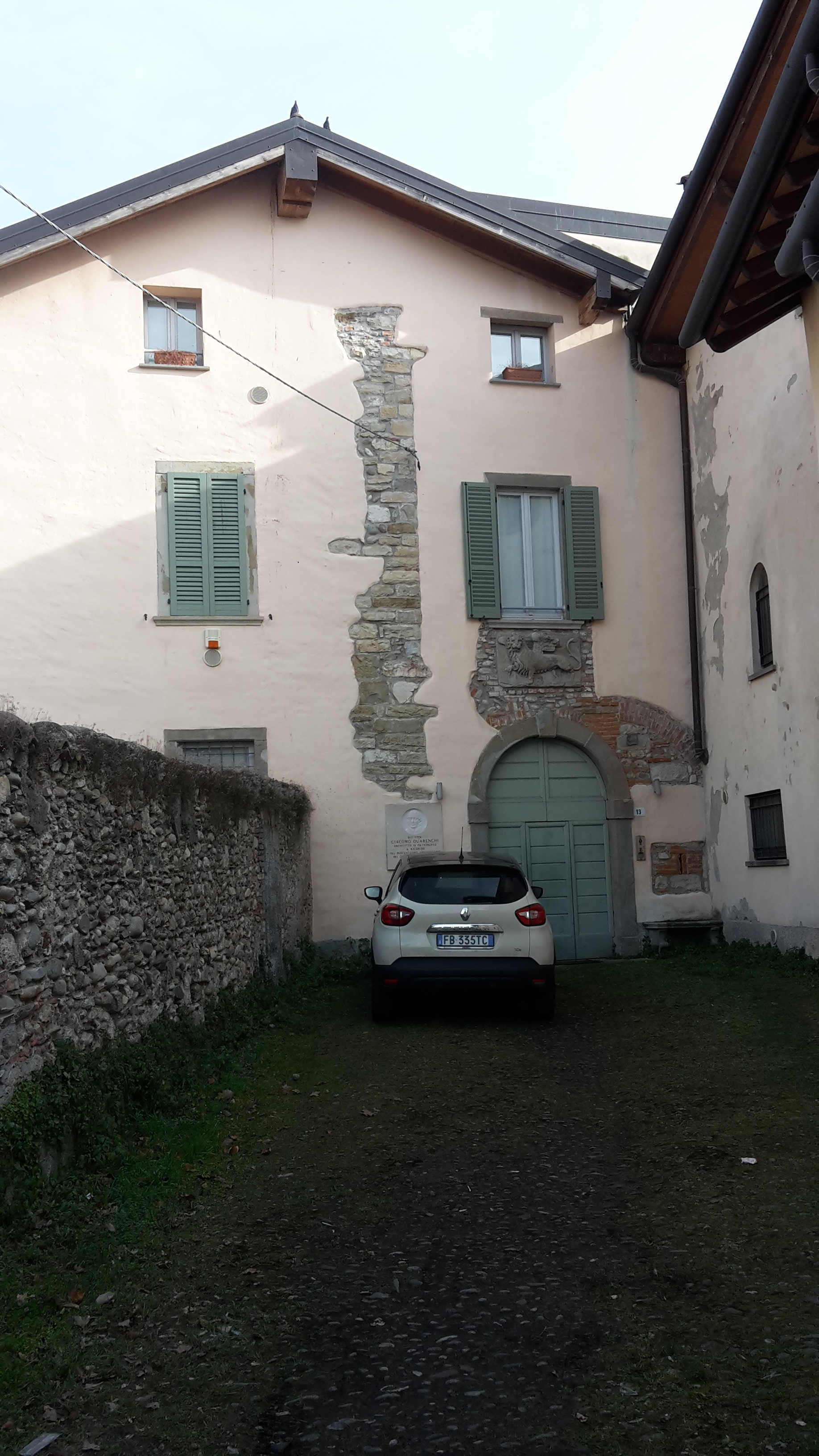
Villa Quarenghi
La via intitolata a Quarenghi
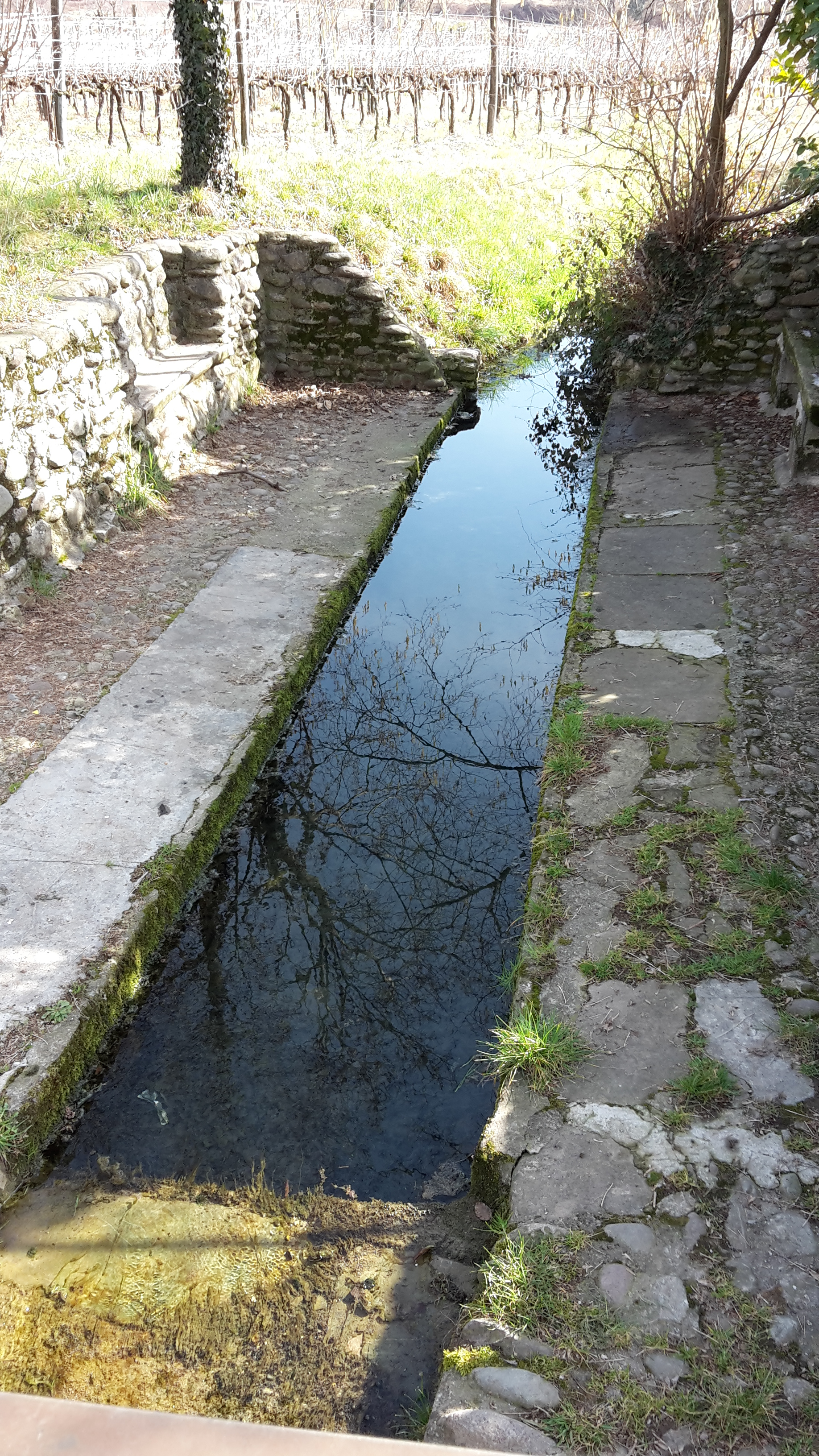
Vigneti di Quarenghi
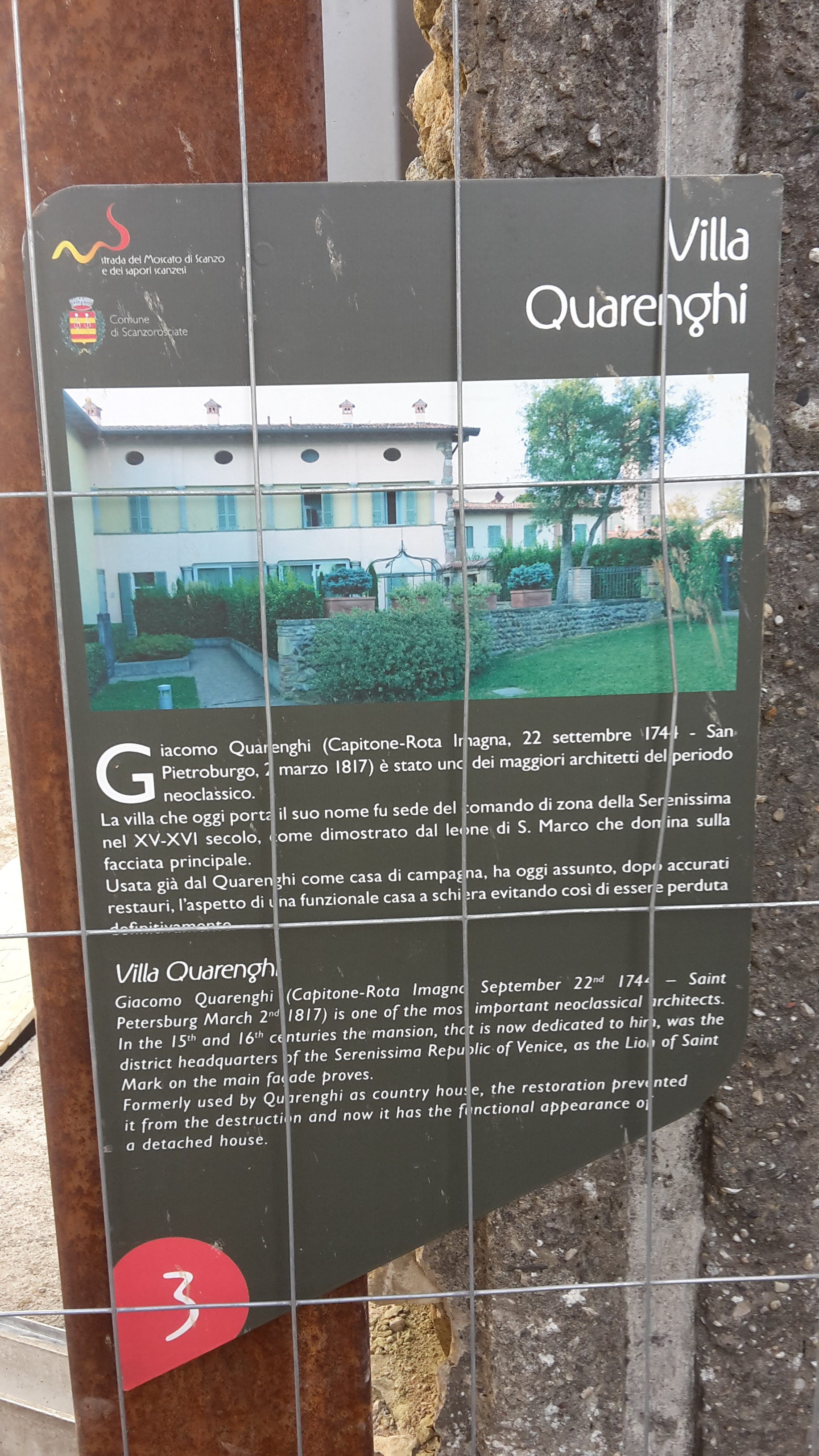
Cartello turistico

In seguito all'intervento di Napoleone, nel 1796, ebbe fine il dominio veneziano.

### Età contemporanea

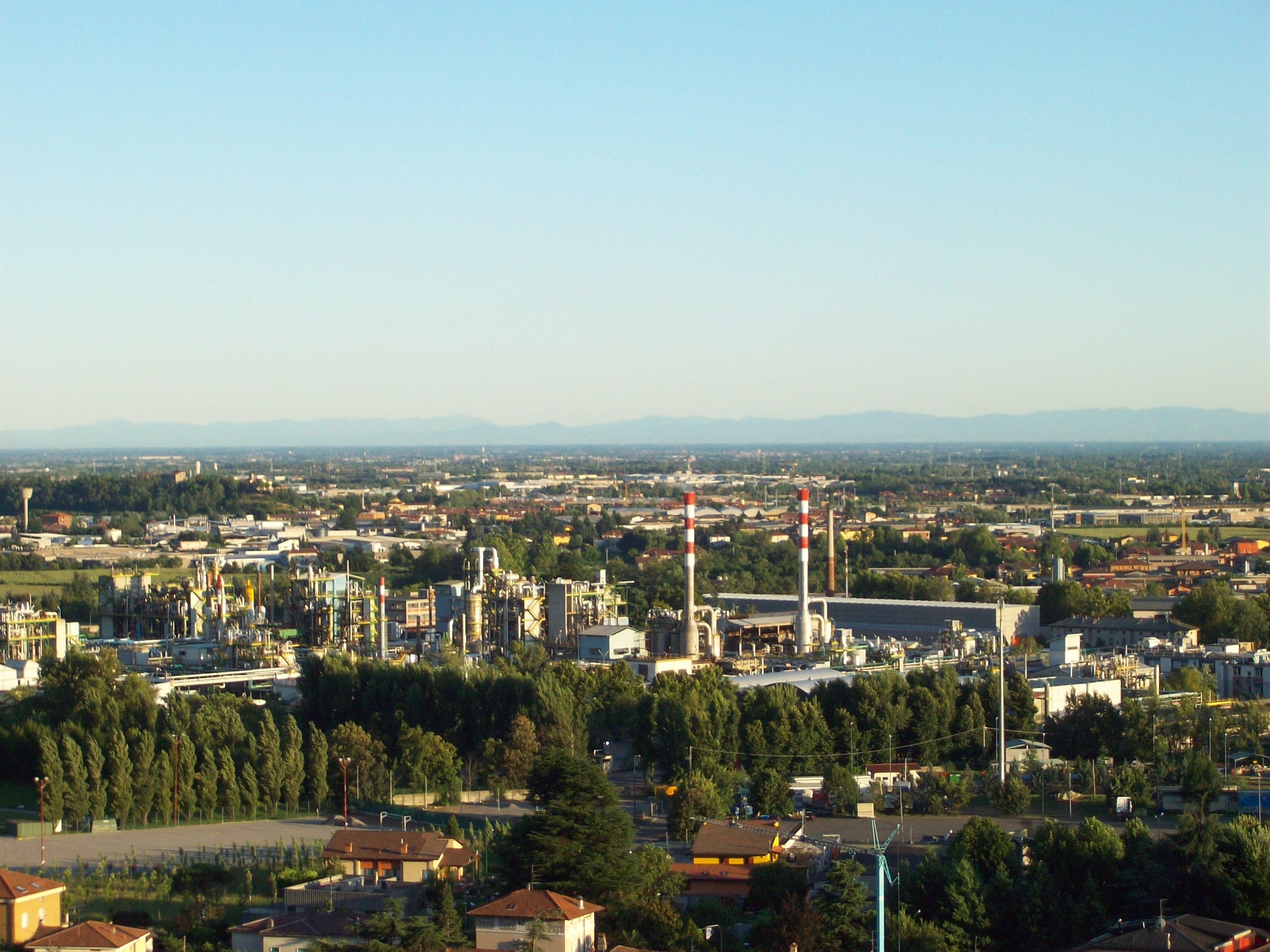
Lo stabilimento Polynt in località Fabbrica

Nel 1864, a Scanzo, Giuseppe Piccinelli fondò la Società Bergamasca per la Fabbricazione del Cemento e della Calce Idraulica, la moderna Italcementi, con il settore industriale che andò ad affiancarsi al già presente settore agrario. Nel 1927 Scanzo e Rosciate tornarono a essere un unico comune.
La presenza industriale più significativa sul territorio comunale è rappresentata dal polo chimico dell'azienda Polynt, in località Fabbrica, al confine con Pedrengo. Lo stabilimento è adibito alla produzione di anidride ftalica e altri prodotti chimici. È nato nel 1955 come Ftalital, poi Lonza SpA.

### Simboli
Lo stemma e il gonfalone sono stati concessi con regio decreto del 10 maggio 1938.
Lo stemma comunale è simile al blasone di Giovanni da Scanzo, nato a Scanzorosciate, che fu vescovo di Bergamo dal 1295 al 1309. Oro e rosso sono i colori del capoluogo Bergamo, mentre le due S di nero, attraversata ciascuna da una mazza, stanno ad indicare la dignità vescovile.
Il gonfalone è un drappo di azzurro.

## Monumenti e luoghi d'interesse

### Architetture religiose
Particolare interesse destano anche gli edifici sacri: la chiesa parrocchiale di Scanzo, dedicata a san Pietro ed edificata nel 1938, conserva dipinti di Palma il Vecchio e di Francesco Zucco. A essa attigua si trova la vecchia chiesa parrocchiale, con al proprio interno affreschi di Vincenzo Angelo Orelli, una scultura di Andrea Fantoni e la pala di Enea Salmeggia, detto "il Talpino".

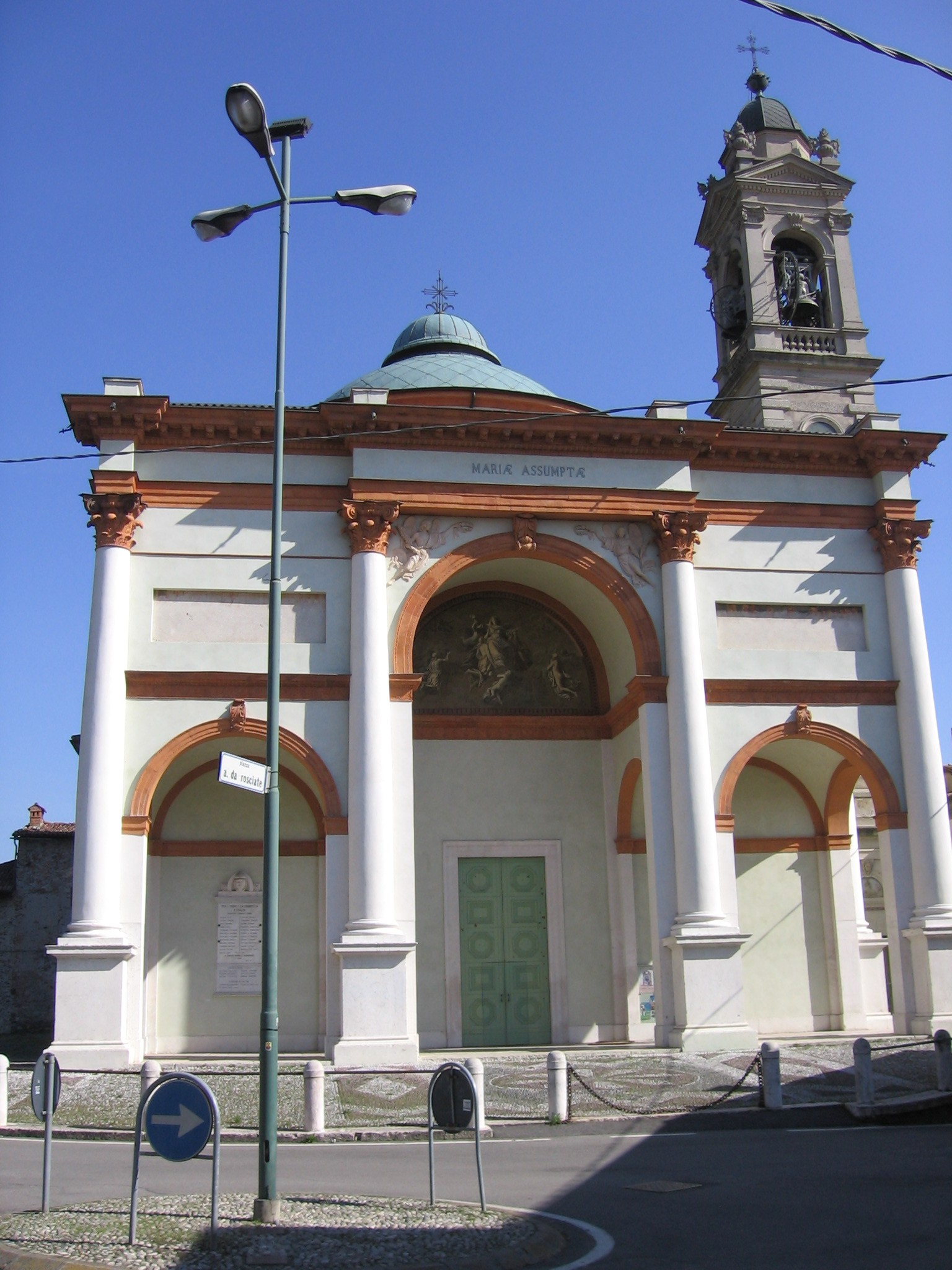
Parrocchiale di Rosciate

La chiesa di Santa Maria Assunta di Rosciate è del XIX secolo e, dedicata a Santa Maria Assunta, possiede affreschi del Cifrondi. Nei pressi della parrocchiale rimangono, anche se segnate dal tempo, alcune meridiane.
La costruzione della parrocchiale, intitolata a san Pantaleone, risale al XIII-XIV secolo. Nata come luogo di eremitaggio durante il VI secolo, possiede un porticato esterno, un'abside con numerosi affreschi di Francesco Zucco ed è dotata di una grande torre campanaria. Questa originariamente era adibita a torre-rifugio appartenente al primitivo romitaggio, sovente utilizzata anche dalla popolazione.
Vi si possono trovare anche dipinti del Talpino e parecchie tele che raccontano la vita del santo a cui la struttura è dedicata. Gli affreschi più antichi, oggi alla sinistra dell'altare maggiore, erano parte dell'antico sacellum del romito primitivo, e sono venuti alla luce durante i lavori per l'ampliamento della chiesa. La frazione Negrone inoltre si compone di diversi nuclei, tra cui Monte Negrone, Terzago, Fogarolo, San Pantaleone e Celinate.
Lo sviluppo urbanistico del territorio avvenne per progressivo ampliamento di nuclei abitativi separati, nati e accresciutisi intorno alle grandi proprietà terriere e alle chiese. Non restano che pochi ruderi dell'antica pieve di San Giovanni, presso la quale dovettero spostarsi i monaci di san Pantaleone.

### Architetture civili
Numerose ville costellano i colli di Scanzorosciate: la più significativa è Villa Vitalba-Masciandri-Daina, in località Celinate, risalente alla seconda metà del XVIII secolo, che possiede un lungo viale alberato di cipressi, con un grande giardino all'italiana.
Di pregevole fattura sono anche Villa Poli-Vertova, con una pianta strutturale a U, Villa Brentani, Villa Brena, Villa Colleoni, Villa Zanchi-Vestoni, Villa Savoldi-Nassa e la villa natale di Alberico da Rosciate, che possiede dipinti di Antonio Cifrondi risalenti al 1712.
Un luogo storico importante di Scanzorosciate è la Villa Pagnoncelli Folcieri, nata e adibita come ex casa vacanza di lusso in estate e acquistata poi dalla famiglia Folcieri. Essa presenta affreschi opera della bottega Orelli e stampe sei-settecentesche, affiancate da altri oggetti acquistati nel corso degli anni. Essendo anche una famosa cantina, è luogo adibito alla produzione del Moscato di Scanzo, la cui rara produzione consente l'imbottigliamento di 3 000 bottiglie l'anno.

### Percorsi naturalistici
Il paese negli ultimi decenni ha acquisito un'importanza sempre maggiore anche al di fuori dei confini provinciali, grazie alle numerose aziende produttrici di vino che hanno ben promosso e valorizzato i propri vigneti, dove viene prodotto il Moscato di Scanzo DOCG e il Valcalepio DOC. A tale riguardo, il Comune di Scanzorosciate unitamente ad altre realtà, ha istituito un'associazione denominata Strada del moscato di Scanzo, volta a valorizzare ulteriormente le bellezze naturalistiche, artistiche ed enogastronomiche del paese. Numerose sono anche le aziende agrituristiche che offrono degustazioni di prodotti tipici bergamaschi.
Inoltre il territorio comunale, pur appartenendo a una zona densamente popolata, offre numerose possibilità per chi volesse stare a contatto con la natura. Negli ultimi anni infatti si sono moltiplicate le iniziative per rivalorizzare gli spazi verdi presenti, che hanno permesso alla popolazione di ritornare a scoprire angoli suggestivi. In primo luogo, lungo il corso del fiume Serio si è assistito alla rivalutazione delle sponde e dell'ambiente circostante il corso d'acqua che delimita il territorio comunale, anche e soprattutto grazie alla costituzione del Parco locale di interesse sovracomunale denominato Parco del Serio Nord.
Inoltre nella zona dei colli è stato effettuato un grande intervento di ripristino dei sentieri e delle realtà naturalistiche, sfociato poi nella creazione di un Parco locale di interesse sovracomunale che va dal monte Bastia fino alla valle Serradesca, posta al confine con il comune di Torre de' Roveri e Cenate sotto.

## Società

### Evoluzione demografica
Abitanti censiti

## Infrastrutture e trasporti
In passato Scanzo ospitava il capolinea della linea 10 della rete tranviaria di Bergamo, che rimase attivo fino al 1953; tale linea, previa elettrificazione, ricalcava il percorso della preesistente tranvia Bergamo-Trescore-Sarnico, esercita a vapore e sua volta attiva fra il 1901 e il 1931.
In ambito educativo, è stata realizzata un'aula natura, ovvero un'aula scolastica all'aperto ove gli alunni della locale scuola elementare svolgono parte delle loro lezioni. È inoltre presente una scuola bilingue italiano-inglese per gli alunni dall'asilo nido alla scuola superiore di primo e secondo grado.

## Amministrazione

### Cronotassi dei Sindaci di Scanzorosciate
| Sindaco                           | Mandato           | Lista - Partiti                              |
| --------------------------------- | ----------------- | -------------------------------------------- |
| Luigi Milesi                      | 1927 - 1928       |                                              |
| Piero Ghezzi                      | 1928 - 1944       |                                              |
| Ewald Giuseppe Savoldi            | 1945 - 1960       |                                              |
| Ilario Busca                      | 1960 - 1964       |                                              |
| Giulio De Toma                    | 1964 - 1973       |                                              |
| Camillo Frigerio                  | 1974              |                                              |
| Corrado Fumagalli                 | 1974 - 1975       |                                              |
| Annibale Casati                   | 1975 - 1985       |                                              |
| Luigi Bonassoli                   | 1985 - 1990       |                                              |
| Arrigo Casati                     | 1990 - 1995       |                                              |
| Franco Gandossi                   | 1995 - 1999       | Proposta per Scanzorosciate - Impegno Comune |
| Diego Belotti                     | 1999 - 2004       | Proposta per Scanzorosciate - Impegno Comune |
| Massimiliano Alborghetti          | 2004 - 2014       | Proposta per Scanzorosciate - Impegno Comune |
| Davide Casati                     | 2014 - 2023       | Proposta per Scanzorosciate - Impegno Comune |
| Paolo Colonna - Vice Sindaco F.F. | 06-2023 - 05-2024 | Proposta per Scanzorosciate - Impegno Comune |
| Paolo Colonna                     | 2024 - in carica  | Proposta per Scanzorosciate - Impegno Comune |

## Sport
La squadra di pallavolo maschile locale si chiama U.S. Scanzorosciate. Nel campionato 2003-2004 vinse la Coppa Italia di Serie B e la promozione in serie A2. Nella stagione successiva militò nel campionato cadetto con la denominazione Allegrini Bergamo, retrocedendo però all'ultima giornata. In seguito alla cessione dei diritti sportivi, la prima squadra è ripartita dalle categorie inferiori.
Sempre in ambito pallavolistico, nel 2019 venne inaugurato un complesso per il beach volley al coperto.

Il 14 ottobre 2024, la sezione di atletica dell’Unione Sportiva Scanzorosciate, una delle sezioni più antiche del territorio bergamasco, sigla l’inizio di un progetto che coinvolgerà anche la sezione di atletica di Villa di Serio. Il progetto, denominato Diapason, costituisce un tassello fondamentale per la crescita e la formazione di atleti e istruttori di entrambe le realtà sportive.

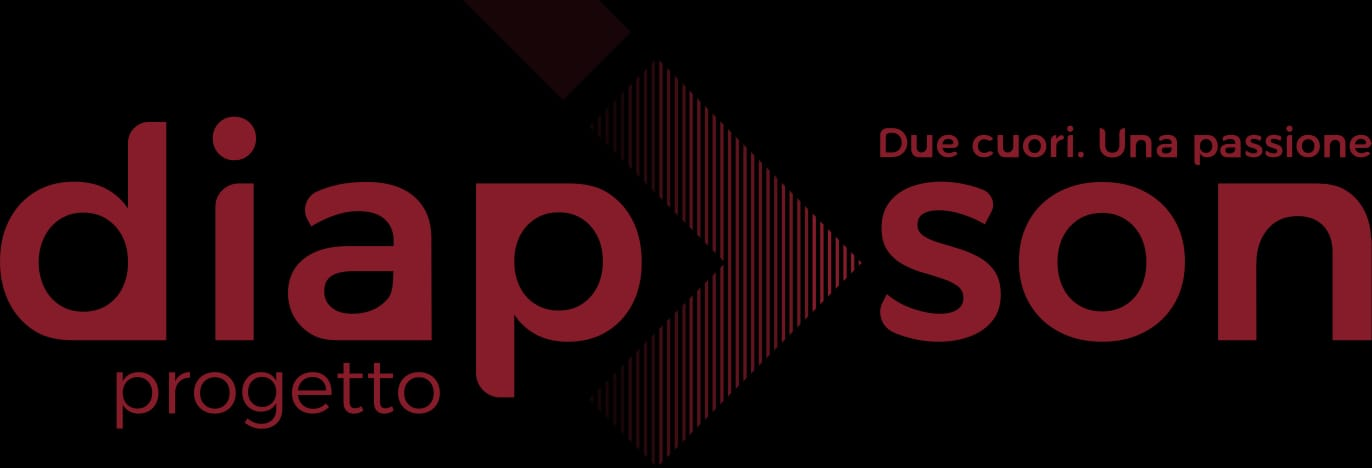
Il logo del progetto Diapason

Nel calcio la squadra locale U.S.D. Scanzorosciate Calcio milita nell'Eccellenza Lombardia  e nel passato è stata anche in Serie D per cinque stagioni. Nel giugno 2025, vincendo i playoff nazionali, risale in Serie D.